# Athener Konservatorium

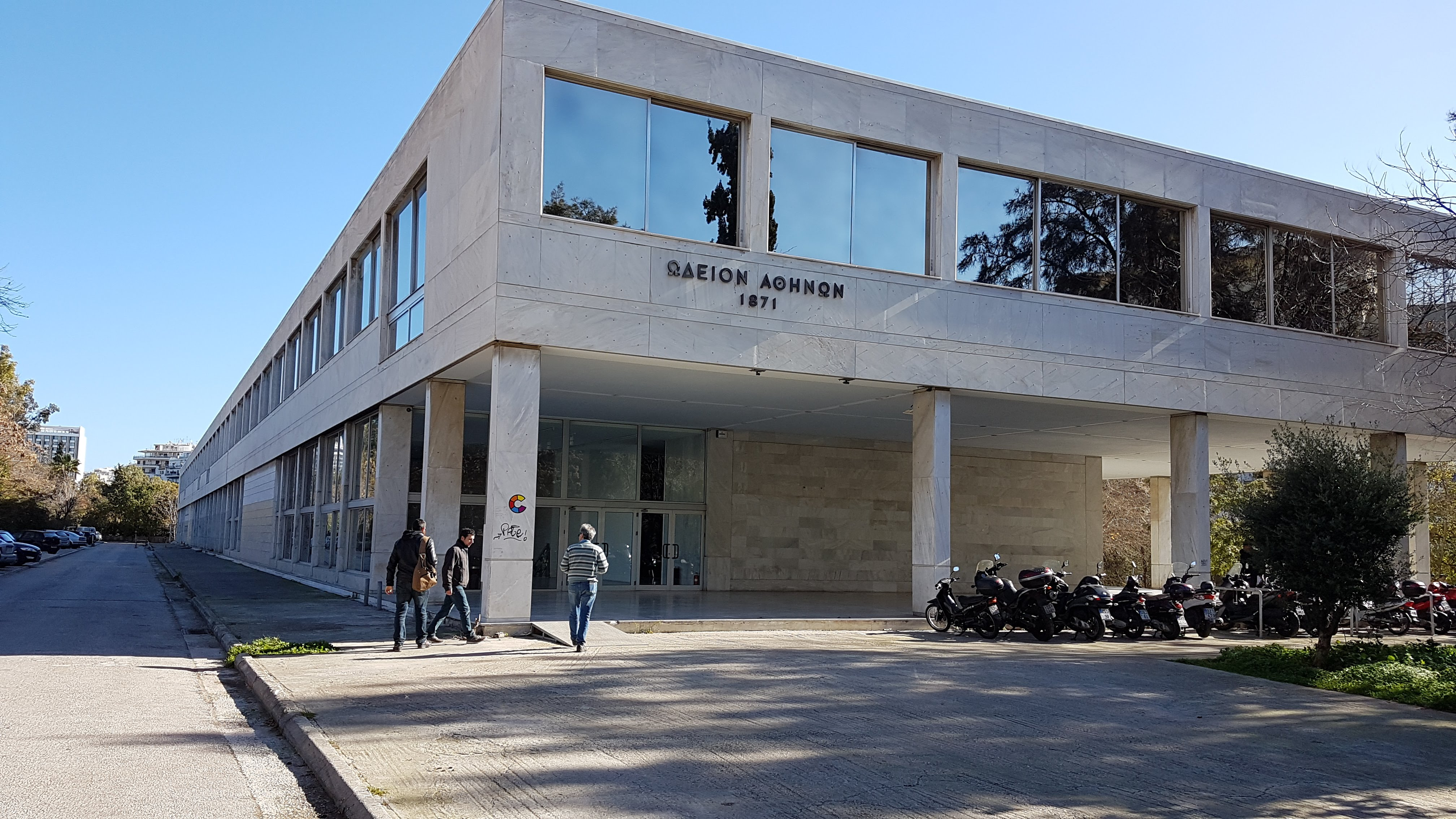

Das Athener Konservatorium (griechisch Ωδείον Αθηνών Odeíon Athinón) ist neben dem Nationalen Konservatorium die bedeutendste Musikhochschule Griechenlands.

## Geschichte
Das Konservatorium wurde 1871 unter dem Premierminister Alexandros Koumoundouros als erste Musik- und Theaterhochschule des modernen Griechenland außerhalb der seit 1864 griechischen Republik der Ionischen Inseln gegründet. Bis auf Violine und Flöte wurde zunächst der Schwerpunkt auf das Studium der Musik der Antike gelegt, ab 1881 wurde moderner klassischer Instrumentalunterricht angeboten. Bis dahin wurde die klassische Musik Griechenlands vor allem durch die italienisch geprägten Komponisten der Ionischen Schule geprägt, deren Vertreter (wie Spyridon Xyndas) auch zu den ersten Lehrern der Schule gehörten. Das Klavier war am Konservatorium zunächst weiterhin explizit ausgeschlossen.
Bedeutend für die Entwicklung der klassischen Musik in Griechenland wurde besonders der Direktor Georgios Nazos, der das Institut 1890–1924 und 1930–1934 leitete. Nazos hatte in München bei Josef Gabriel Rheinberger und Ludwig Thuille Komposition studiert und förderte die Herausbildung einer griechischen Nationalen Schule, die sich an der deutschen Spätromantik orientierte und die Musik des späten 19. Jahrhunderts italienischer oder französischer Prägung ablehnte. Damit bestimmte er über viele Jahrzehnte die Entwicklung der griechischen Musik, so war er einer der entscheidenden Förderer Manolis Kalomiris’, der 1910 einen ersten Lehrauftrag an dem Institut erhielt. Dieser von Nazos protegierte spätromantische, an Wagner orientierte Stil prägte die Musik Griechenlands bis zum Zweiten Weltkrieg entscheidend und hemmte auch den Einfluss der Neuen Musik auf Griechenland weitgehend. Weitere Bedeutung hatte das Institut durch die Erforschung griechischer Volksmusik. 1903 wurde auf Betreiben Nazos’ eine dritte Fakultät für Byzantinische Musik gegründet, die 1936 als offizielle staatliche Schule für Kirchenmusik anerkannt wurde. Armand Marsick leitete von 1908 bis 1916 das Orchester. Aus diesem ging später das Nationalorchester hervor. 1915 erreichte das Konservatorium mit 50 Professoren und Lehrern und 814 Studenten seinen vorläufigen Höhepunkt.
Anschließend litt das Konservatorium unter internen Differenzen über die Führung. Man warf Nazos vor, die Institution konservativ zu führen und nicht genug für ärmere Volksschichten zu öffnen. Musikalisch wurde die zu enge Ausrichtung an deutschen Klassikern bemängelt. Schließlich verließen Napoleon Lampelet, Dionysios Lavrangas, Spyros Samaras und Manolis Kalomiris die Institution. Letzterer gründete das reformistische Griechische Konservatorium. Nazos reichte krankheitsbedingt 1924 seinen Rücktritt ein.
Martin Braunwieser, der als Flötenprofessor am Konservatorium lehrte, warb 1926 den Pianisten und Komponisten Felix Petyrek als Professor einer Klavierklasse, die dieser bis 1930 unterrichtete.
Lange Zeit war das Konservatorium in dem von Ioannis Despotopoulos entworfenen Gebäude untergebracht, dieses wird gegenwärtig jedoch saniert.

## Professoren (Auswahl)
- Manolis Kalomiris
- Elvira de Hidalgo
- Dionysios Lavrangas
- Lorenzo Camilieri (1903–1904)
- Armand Marsick
- Tony Schultze
- Marios Varvoglis
- Napoleon Lambelet, Gesangsprofessor
- Felix Petyrek
- Dimitrios Levidis

## Absolventen (Auswahl)
- Spyros Samaras (1875–1882)
- Antiochos Evangelatos
- Eleni Lambiri
- Maria Callas (1938)
- Charilaos Perpessas
- Dimitri Mitropoulos (1919)
- Gina Bachauer
- Thrasybulos Georgiades (1921–1926)
- Nikos Skalkottas
- Ioannis Apostolou
- Kostas Paskalis
- Nana Mouskouri
- Mikis Theodorakis (1943–1950)
- Spyros Sakkas (–1964)
- Denys Zacharopoulos (–1970)
- Dimitris Sgouros
- Agnes Baltsa
- Calliope Tsoupaki
- Mario Frangoulis (–1984)
- Eleni Karaindrou